# Bartosz Zmarzlik
Bartosz Zmarzlik (* 12. dubna 1995) je polský plochodrážní jezdec, pětinásobný mistr světa (2019, 2020, 2022,2023 a 2024), trojnásobný týmový mistr světa (2016, 2017, 2023), juniorský mistr světa (2015) a juniorský mistr Evropy (2012). Po Jerzy Szczakielovi a Tomaszi Gollobovi je třetím polským jezdcem v historii, který získal individuální titul mistra světa.